# Le Robert
Le Robert è un comune francese di 23.705 abitanti situato nel dipartimento d'oltre mare della Martinica.